# Biserica Adormirea Maicii Domnului din Fântânele

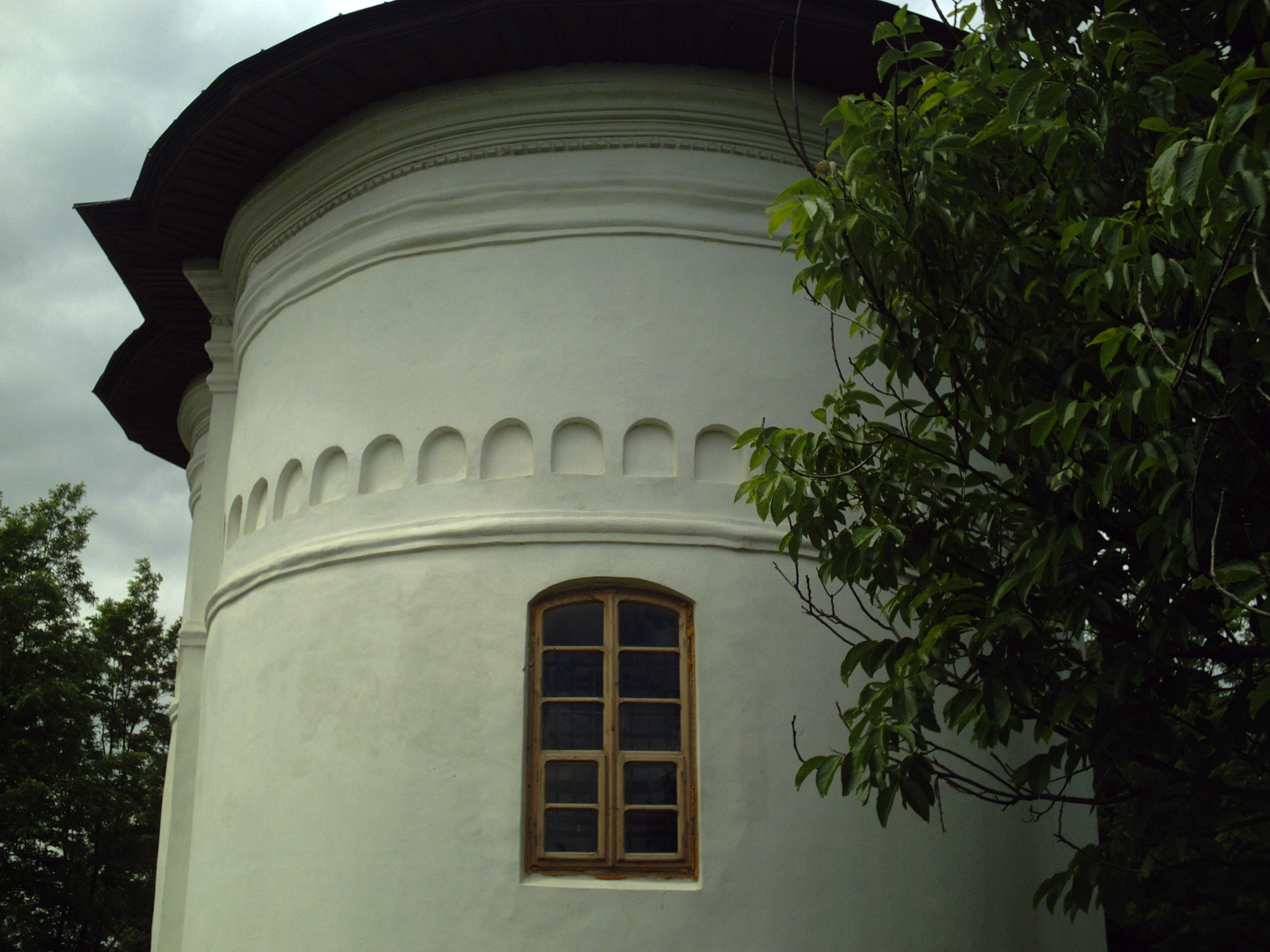
Biserica „Adormirea Maicii Domnului” din Fântânele

Biserica „Adormirea Maicii Domnului” din Fântânele este o biserică ortodoxă construită la sfârșitul secolului al XVIII-lea în satul Fântânele din comuna cu același nume aflată în județul Suceava. Lăcașul de cult are hramul Adormirea Maicii Domnului (sărbătorit în fiecare an la data de 15 august).

## Istoric
Satul Fântânele, situat pe un platou între râul Suceava și râul Siret, își trage numele de la existența a mai multor fântâni la baza platoului. La acele fântâni se adăpau vitele moșierului Cănănău, a cărui familie era stăpână pe întinse terenuri și care avea aici adăposturi pentru vite. Vechimea satului datează dinaintea anului 1700, deoarece alături de actuala biserică, spre sud se distinge locul unei foste biserici și există vechea sfântă masă din cărămidă și pământ a acelei biserici, ce se păstrează și în prezent. Locuitorii acestui sat erau toți argați și muncitori la moșia boierilor. Azi satul Fântânele numără 271 de familii cu 933 de persoane.
Zidirea actualei biserici a fost începută în anul 1791 de către Safta Cănănău. Biserica este construită din cărămidă pe temelie din piatră. Ulterior, în anul 1927 acoperișul din draniță a fost înlocuit cu unul din tablă zincată.

## Arhitectură
Biserica „Adormirea Maicii Domnului” reprezintă o construcție monumentală ce domină valea râurilor Suceava și Siret pe o distanță de aproximativ 20 km. Edificiul are plan triconc (formă de cruce), cu absidele dinspre sud, est, respectiv nord, de formă semicirculară. Există două contraforturi pe ambele părti ale bisericii, cu ocnițe alăturate. Ca elemente decorative exterioare, lăcașul prezintă două brâie liniare în relief, late de 20 cm, la câte 4 metri fiecare și turn pe pridvor. Pereții biserici au 9 metri înălțime, iar turnul 20 de metri. Acoperișul turnului este în formă de pară, iar împreună cu crucea are o înălțime de 14 metri. Lungimea biserici este de 26 metri, lățimea de 8 metri, iar grosimea zidului de 1 metru.
În interior, biserica are patru încăperi: pridvor, pronaos, naos și altar. Pridvorul de 5x6 metri este boltit semicilindric la partea superioară. Pronaosul, de aceleași dimensiuni ca pridvorul, este acoperit cu o calotă semisferică. Perete despărțitor dintre pronaos și naos are trei arcade sprijinite pe doi stâlpi masivi de formă circulară. Naosul, de 10x6 metri, are o boltă semicilindrică și o calotă semisferică pictată. De asemenea, în dreptul naosului se formează două abside laterale de 2x3 metri. Altarul bisericii este în formă de semicerc, cu calotă ogivală, sprijinită pe arcul despărtitor de naos. Altarul are dimensiunile de 4x6 metri.
Edificiul este decorat la interior cu icoane și catapeteasmă. De asemenea, există o cruce de argint ce are în mijlocul ei, lemn sculptat cu mare măiestrie. Alte obiecte decorative sunt sfântul potir, discul și steluța, toate din argint.
Ca preoti slujitori la această biserică, cunoscuți din spusele oamenilor bătrâni, sunt următorii: pr. Andrieș, pr. Costache Ioniță, pr. Iov Tiulescu, pr. Gheorghe Tiulescu, pr. Costache Țibulcă, pr. Iordache Țibulcă, pr. Costache Gabor, pr. Dumitru Gabor, pr. Alexandru Ștefănescu, pr. Grigore Alecu, pr. Vasile Huțupaș, pr. Vlad Grigoraș, pr. Gheorghe Gorcea, pr. Săhleanu și alții.

## Imagini

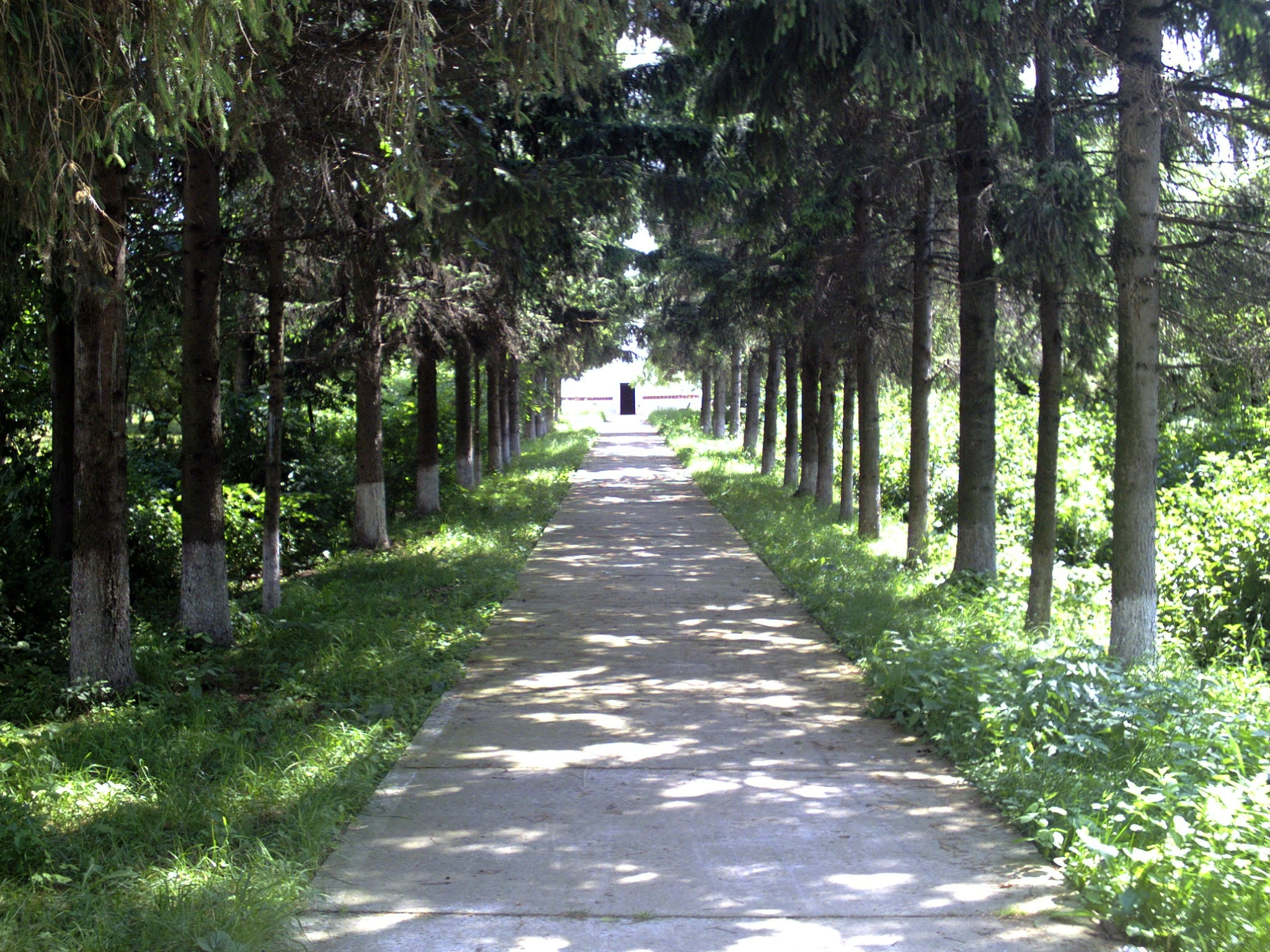
Aleea bisericii
Monumentul din curtea bisericii
Monumentul din curtea bisericii
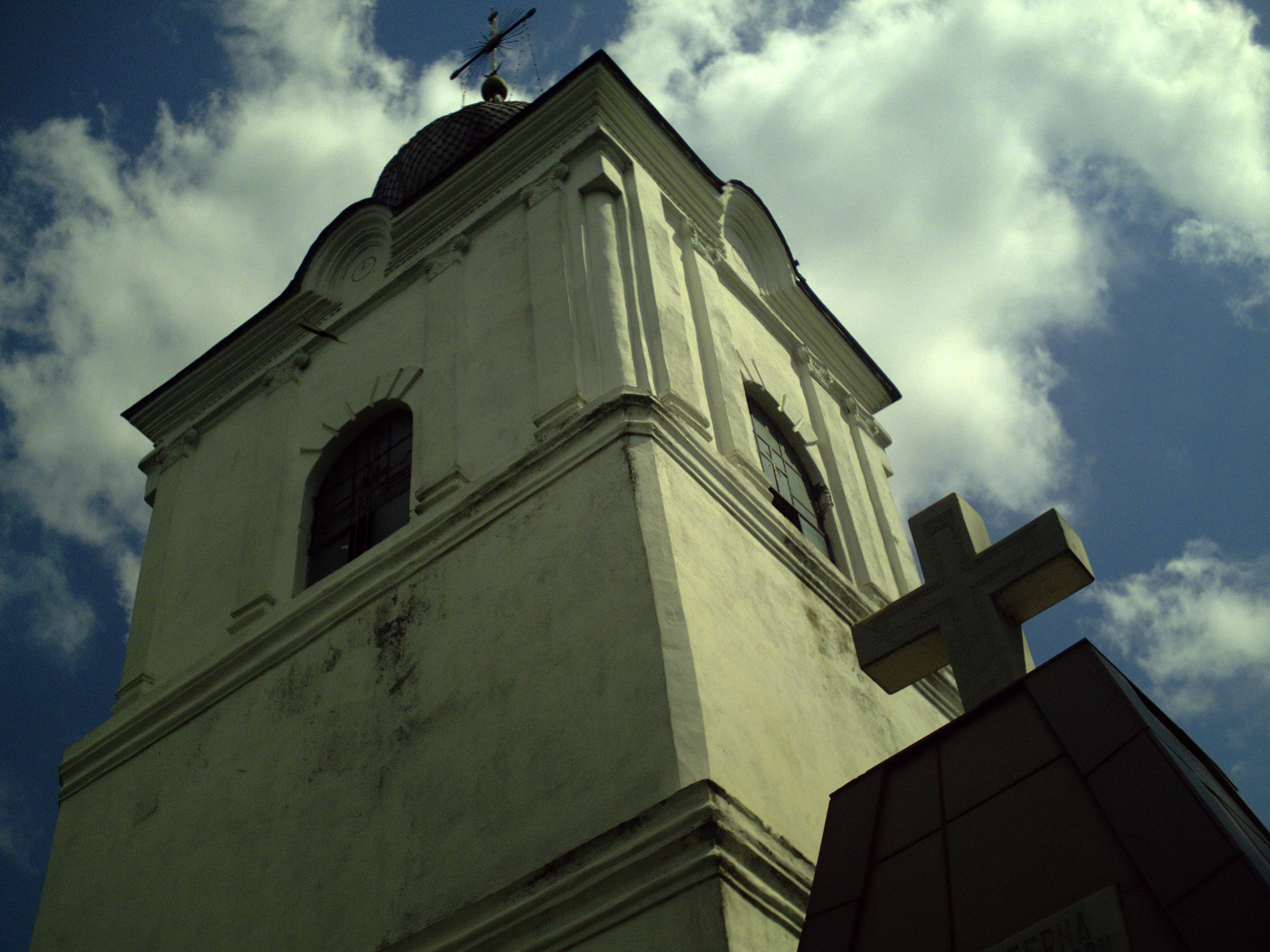
Biserica şi monumentul
Monumentul
Vedere de ansamblu a monumentului
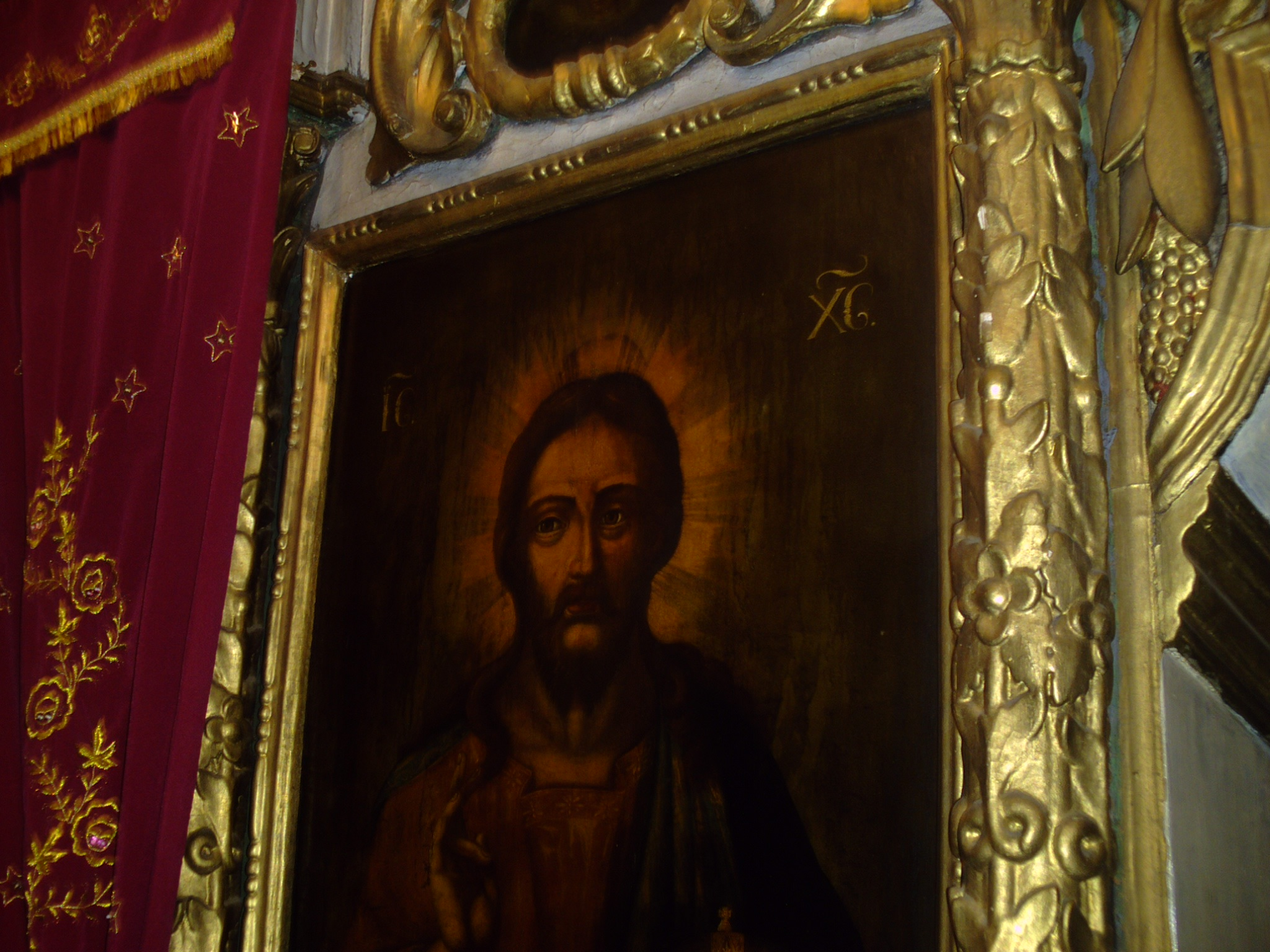
Icoană
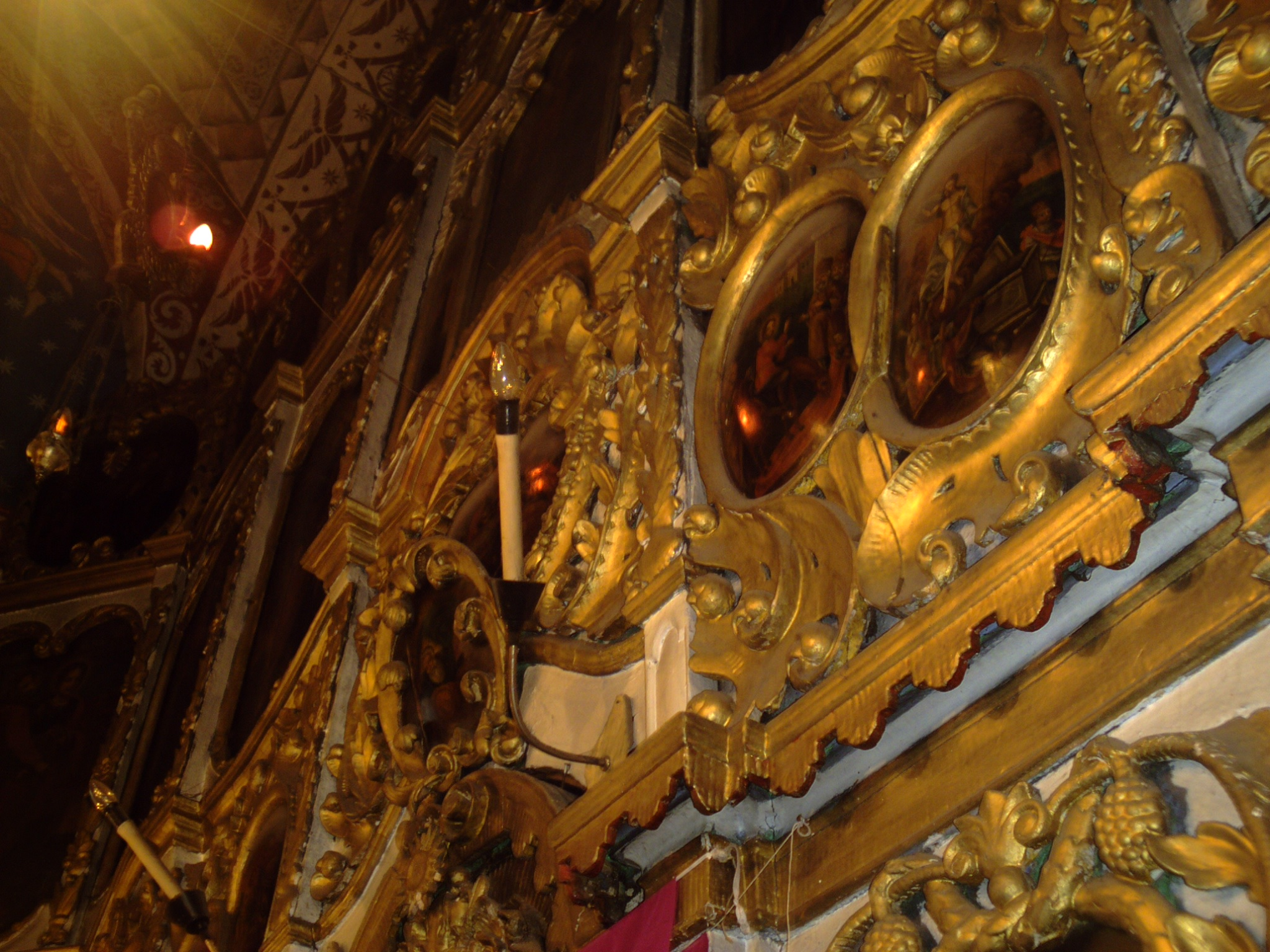
Catapeteasma din anul 1700
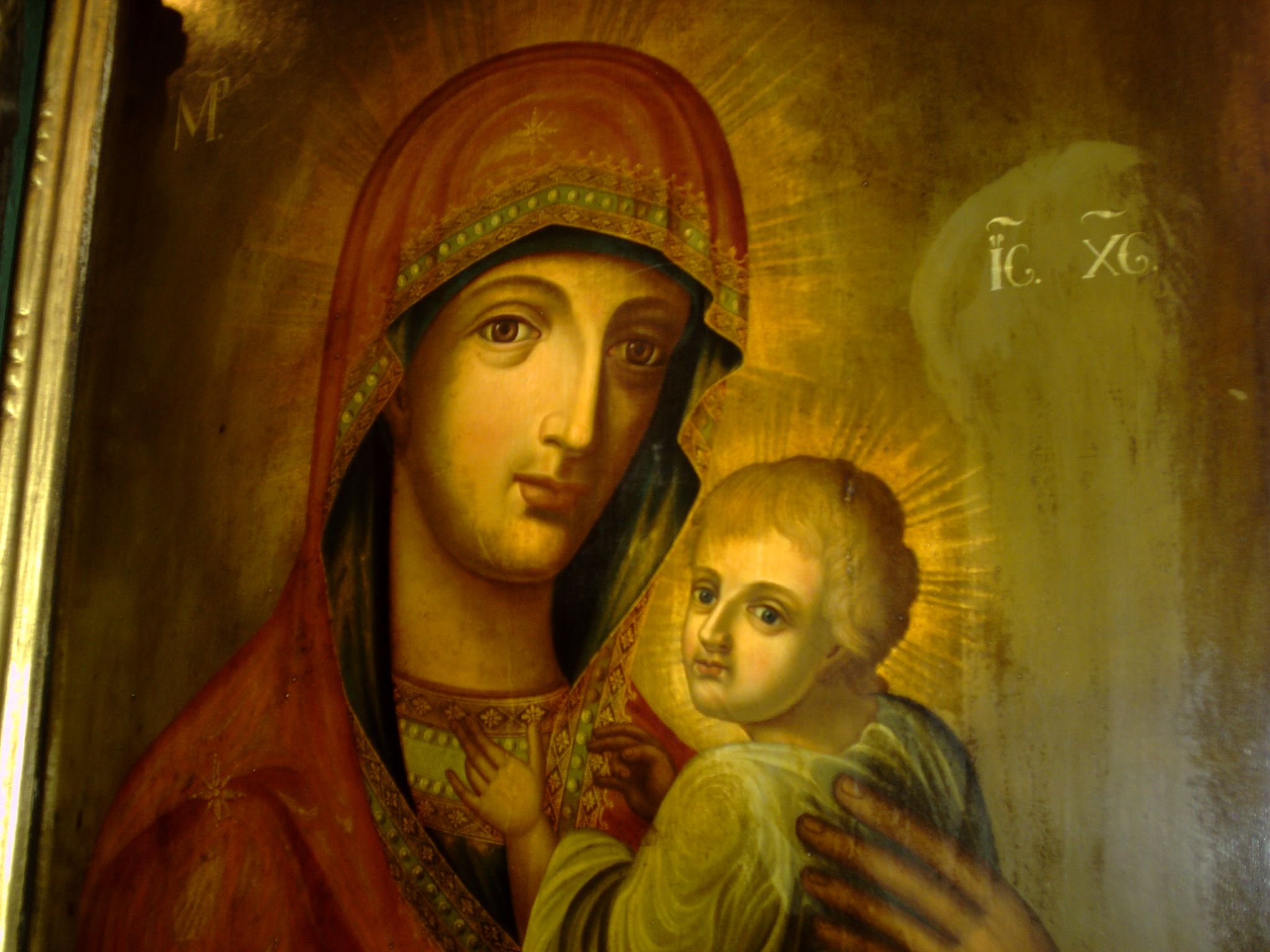
Icoana Maicii Domnului de pe catapeteasmă
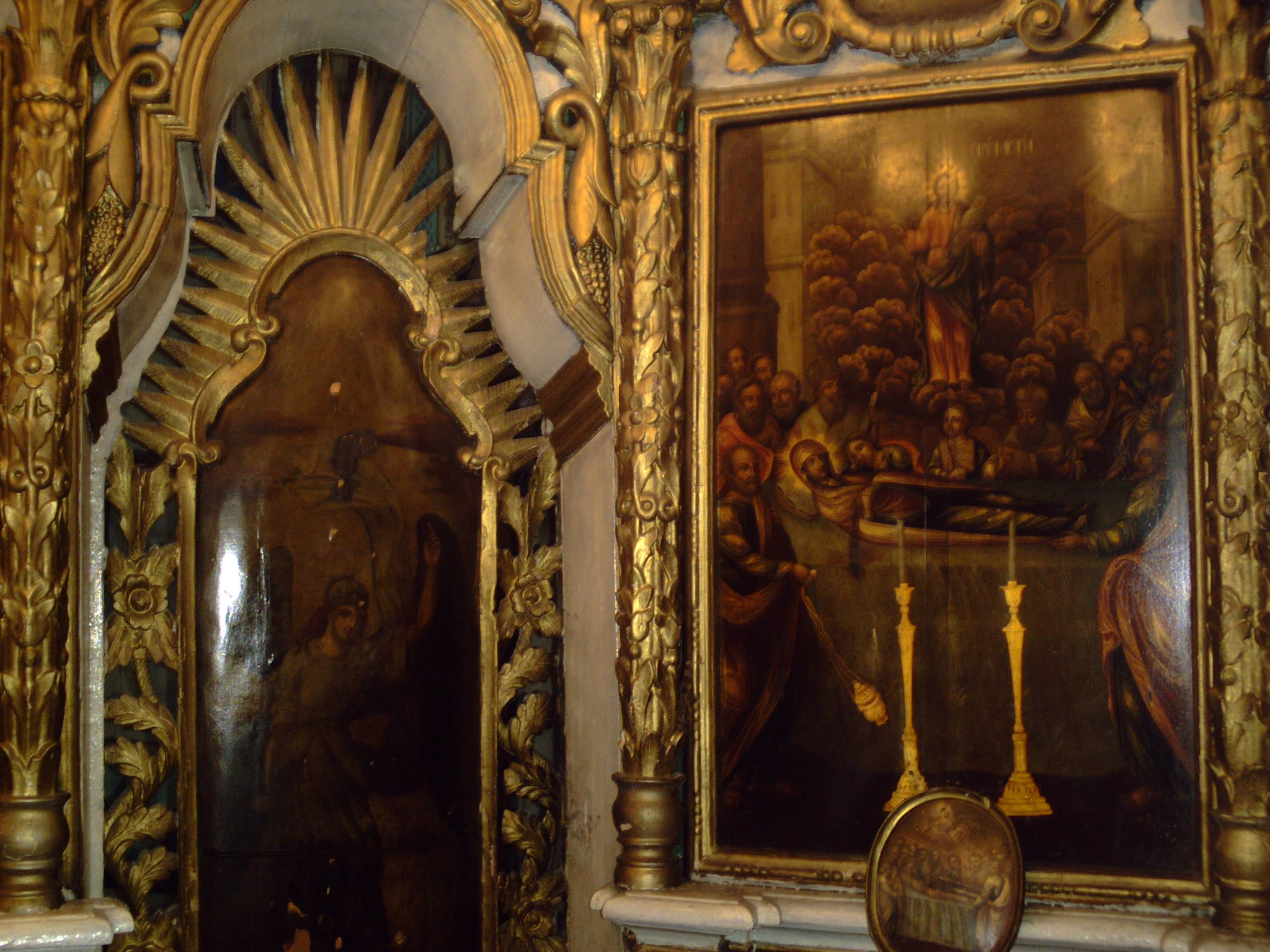
Icoana Adormirea Maicii Domnului de pe catapeteasmă
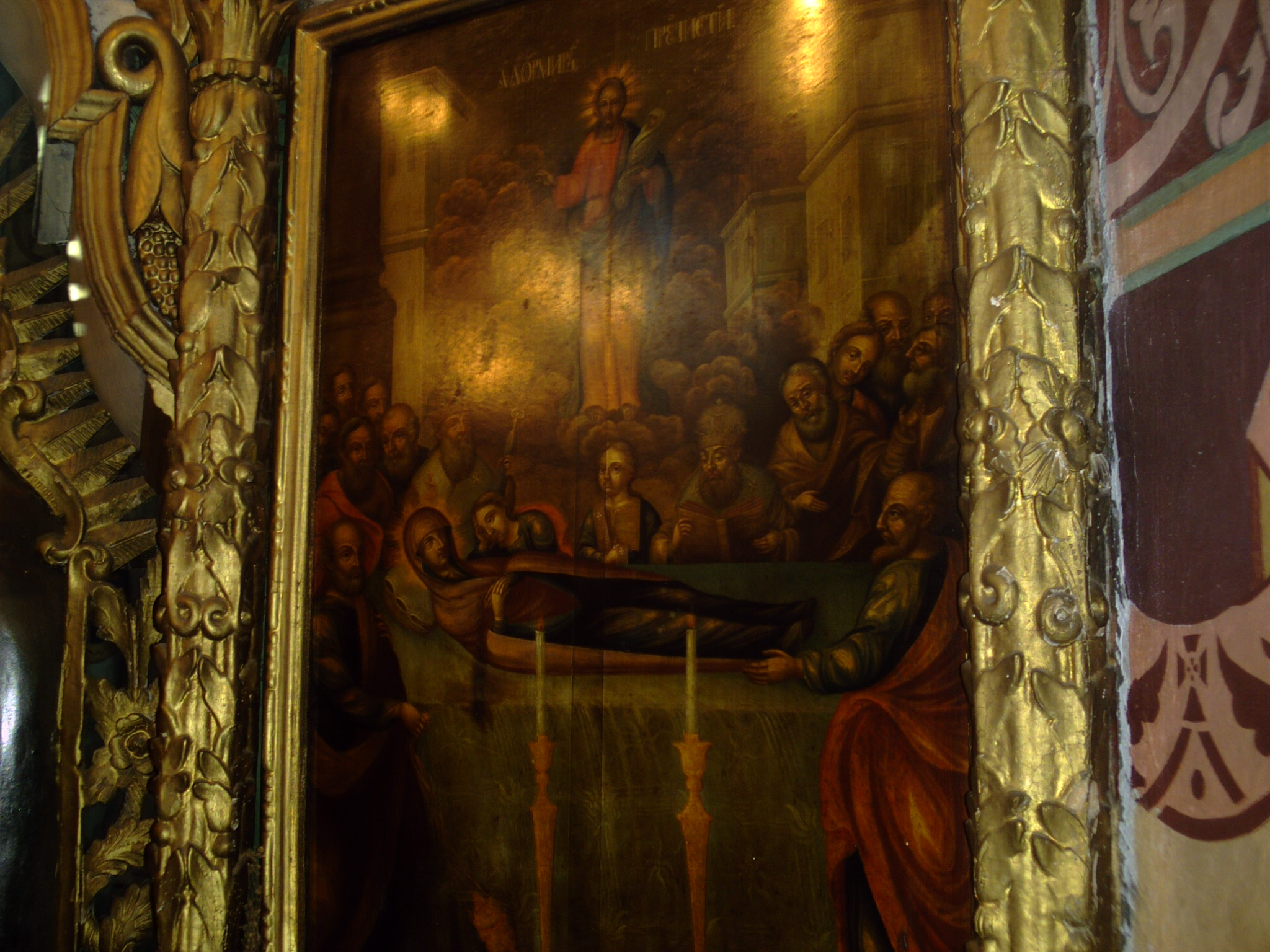
Icoana Adormirea Maicii Domnului
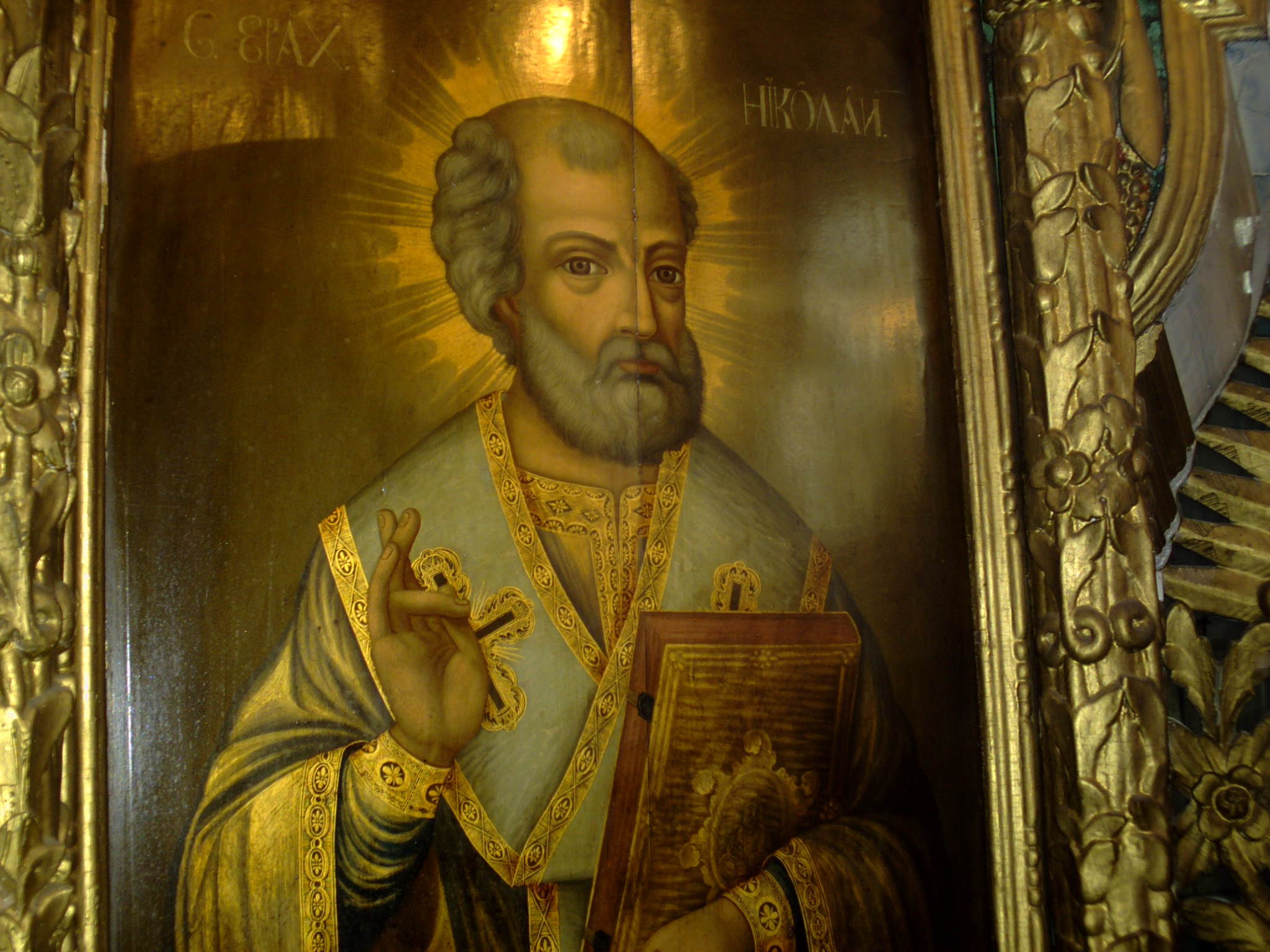
Icoana Sfântului Nicolae
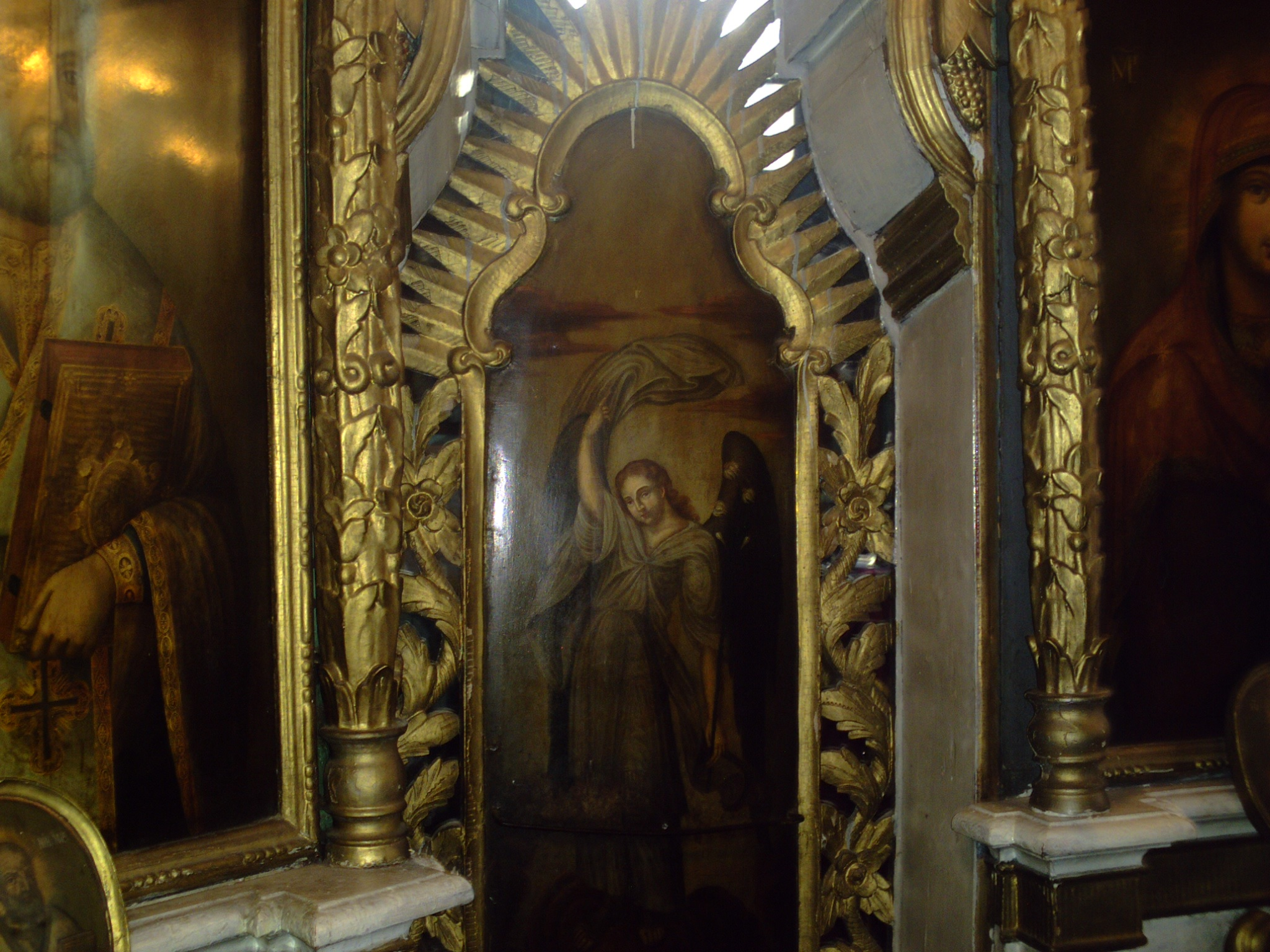
Icoană
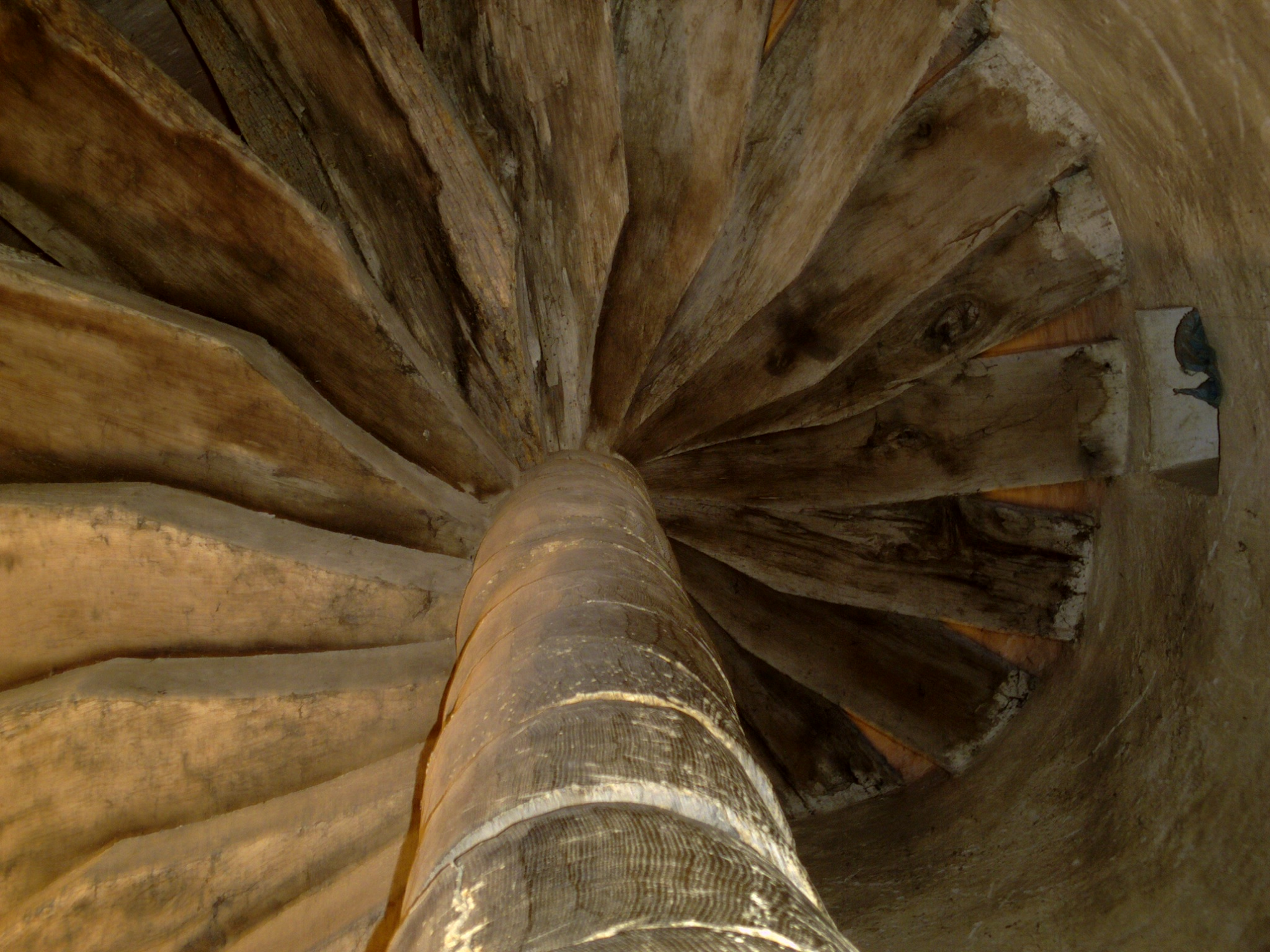
Scările ce urcă in turnul bisericii
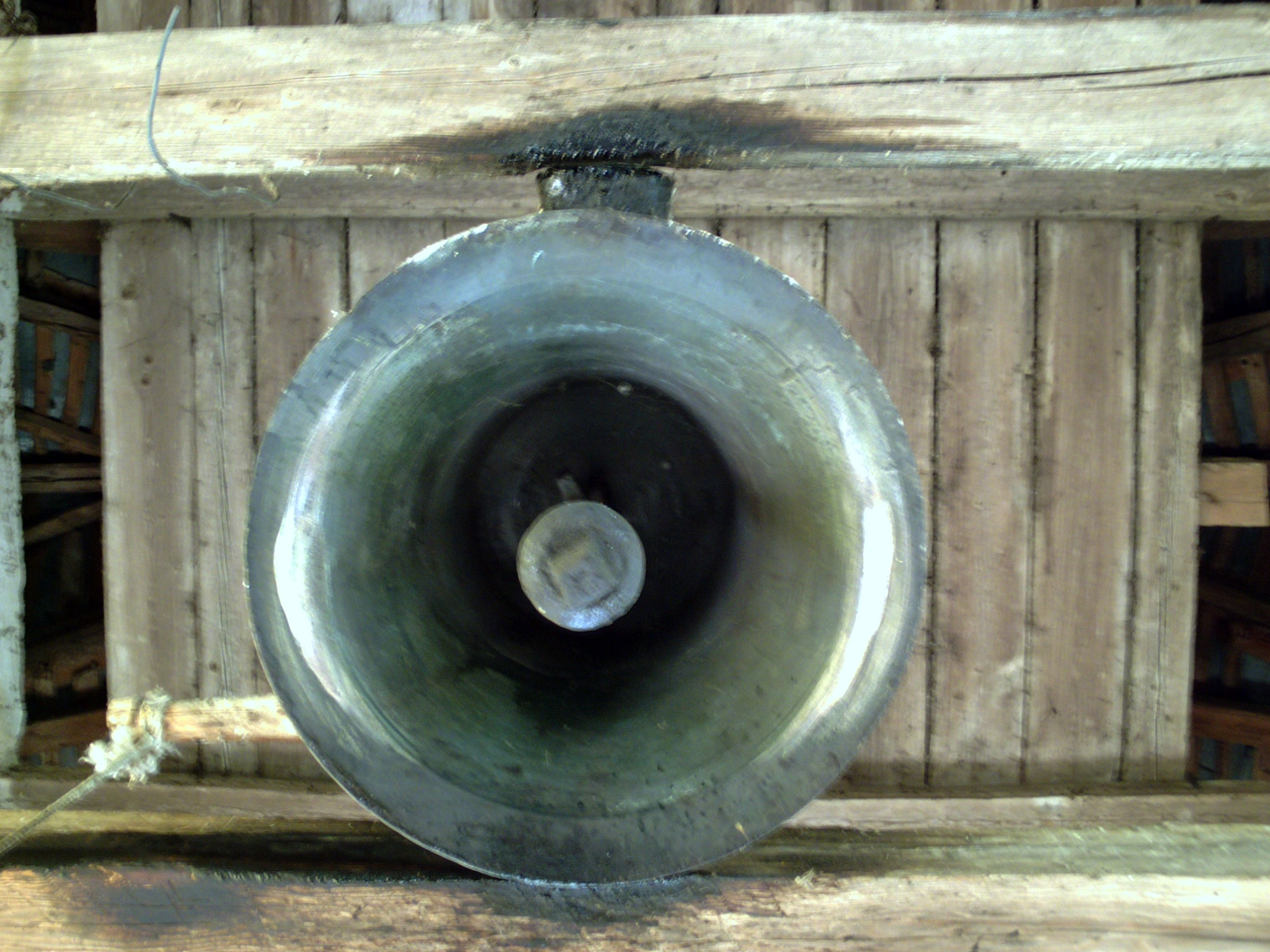
Clopot
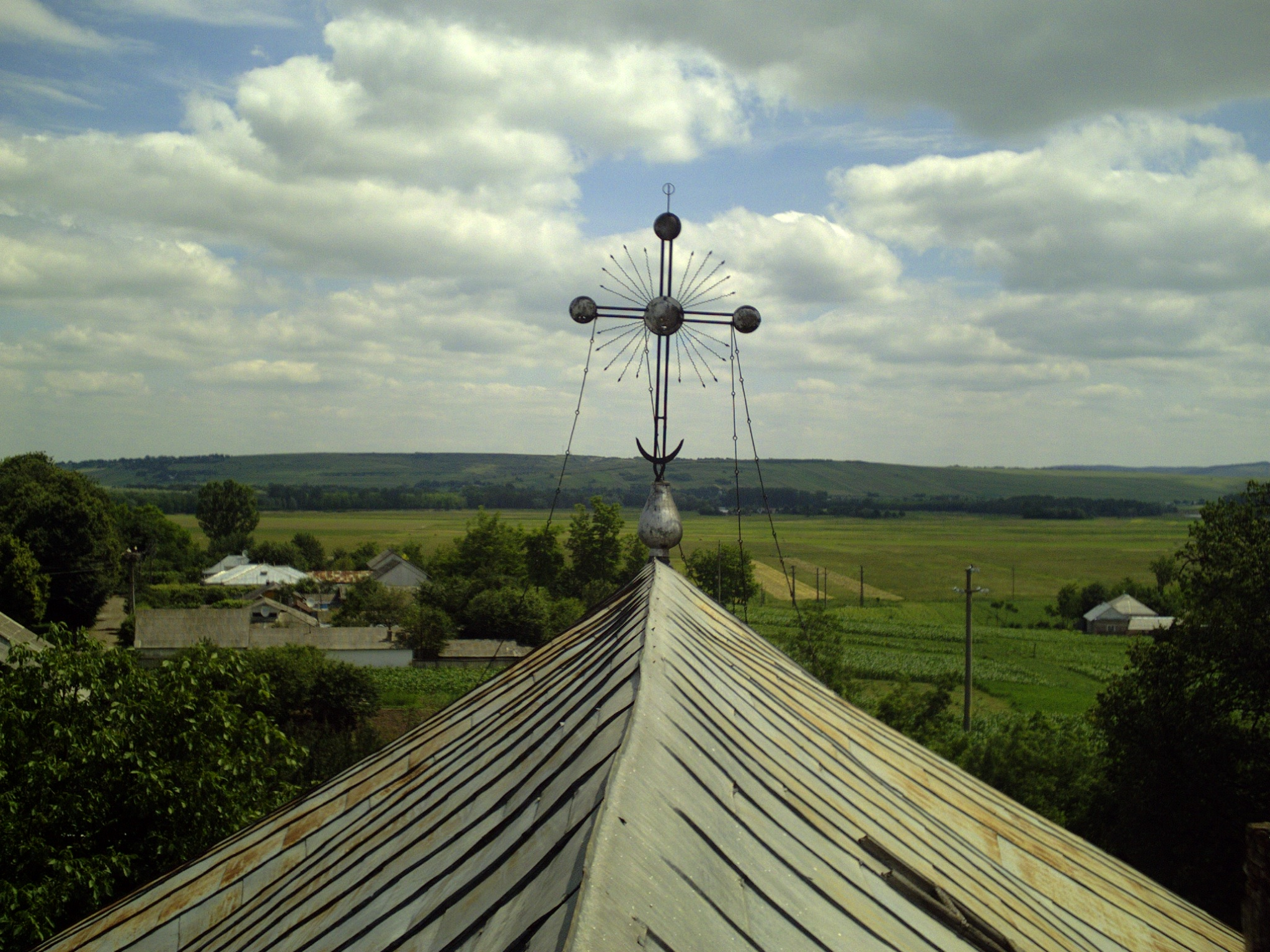
Cruce pe turla bisericii
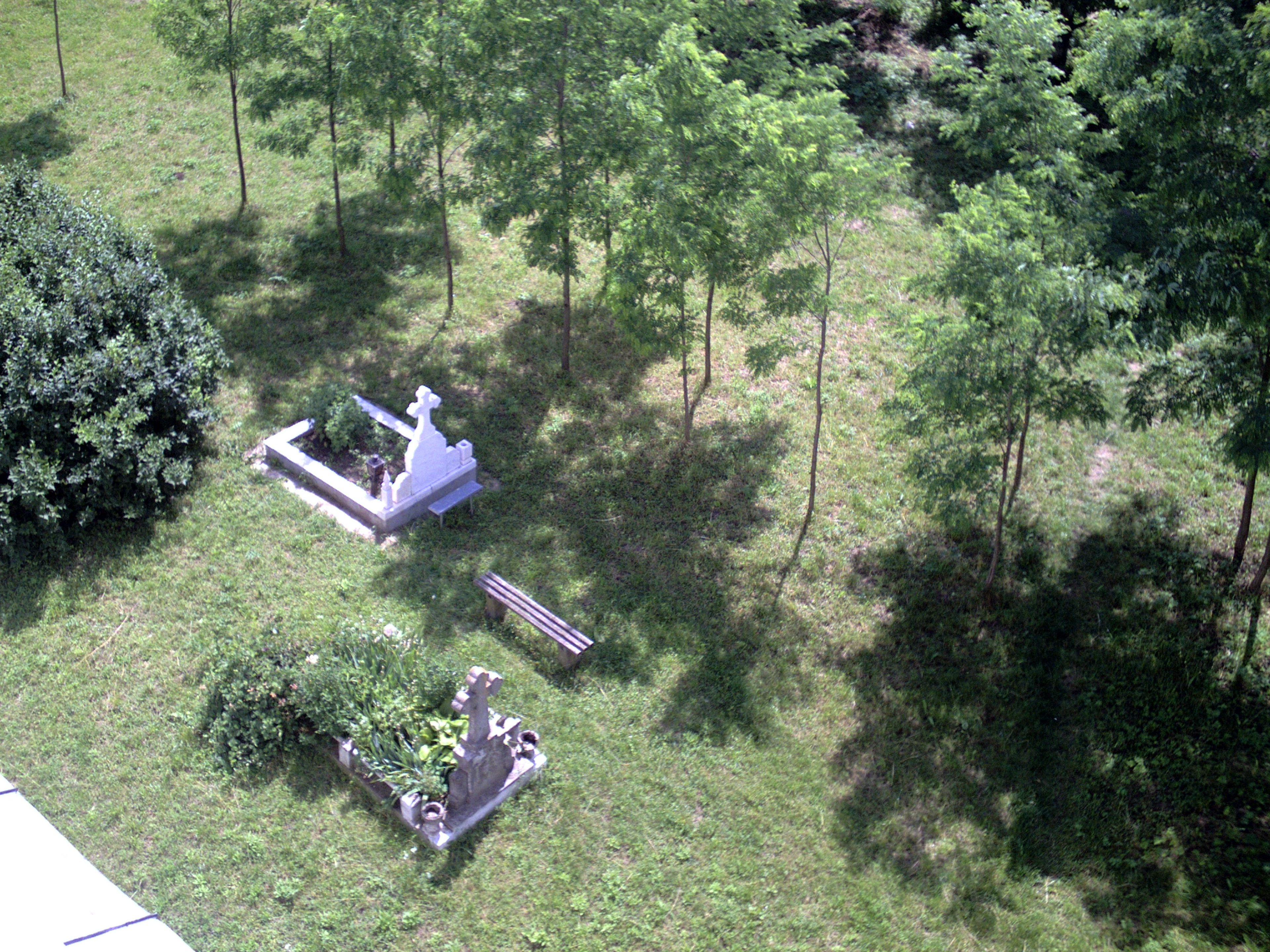
Mormintele ieroschimonahului Iftode Sava şi preotului George Gorcea
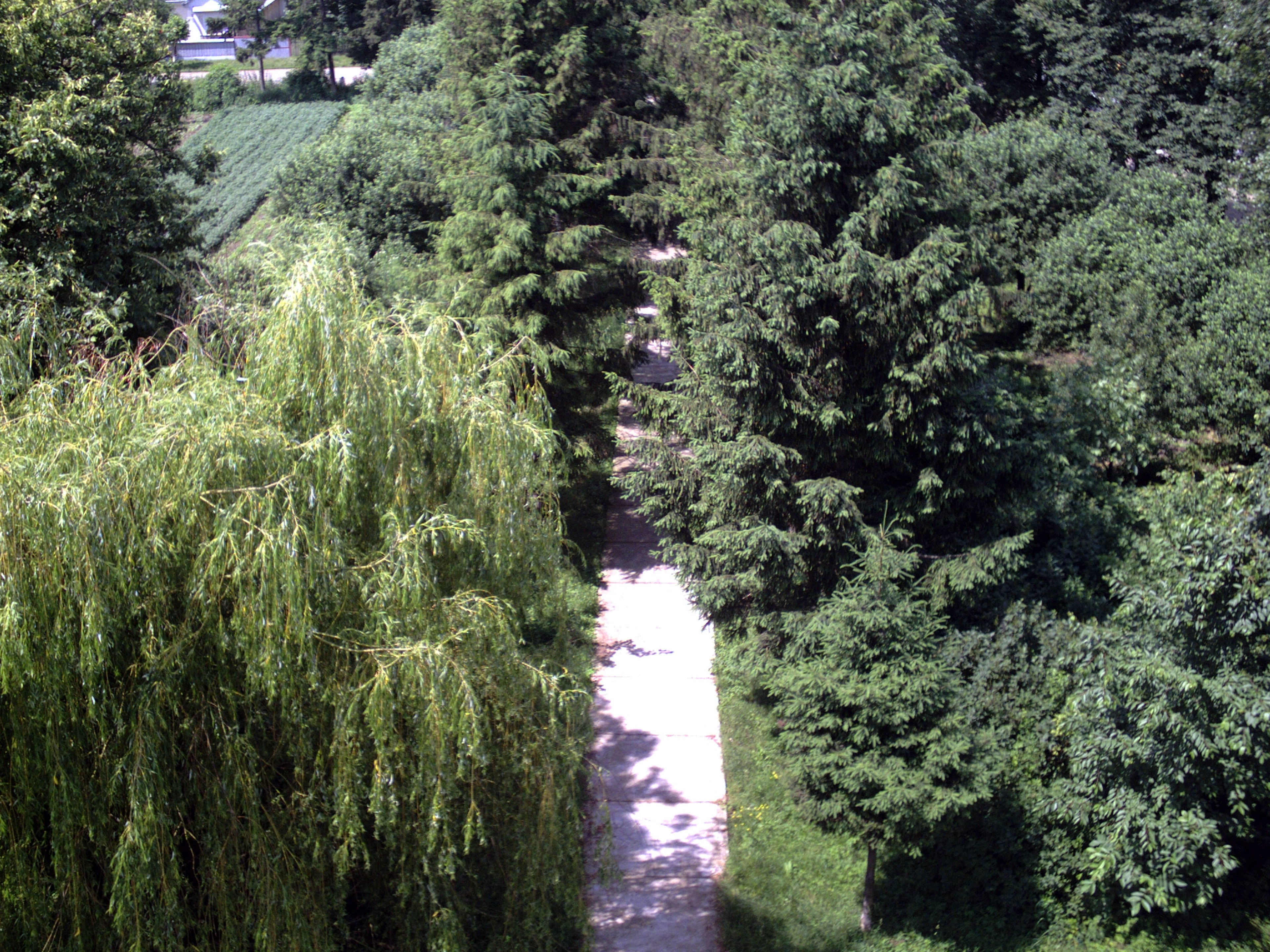
Vedere din turnul bisericii
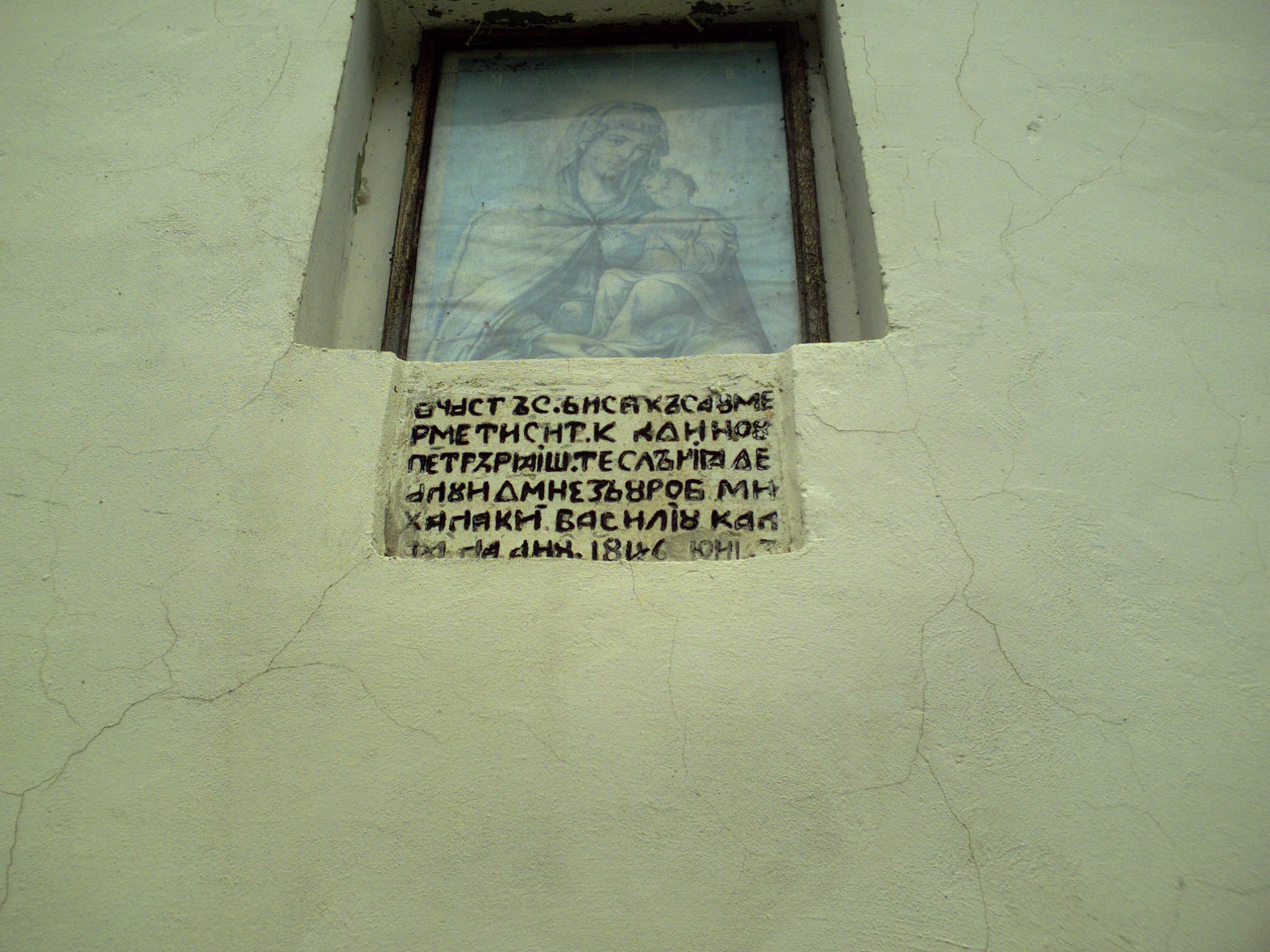
Pisania
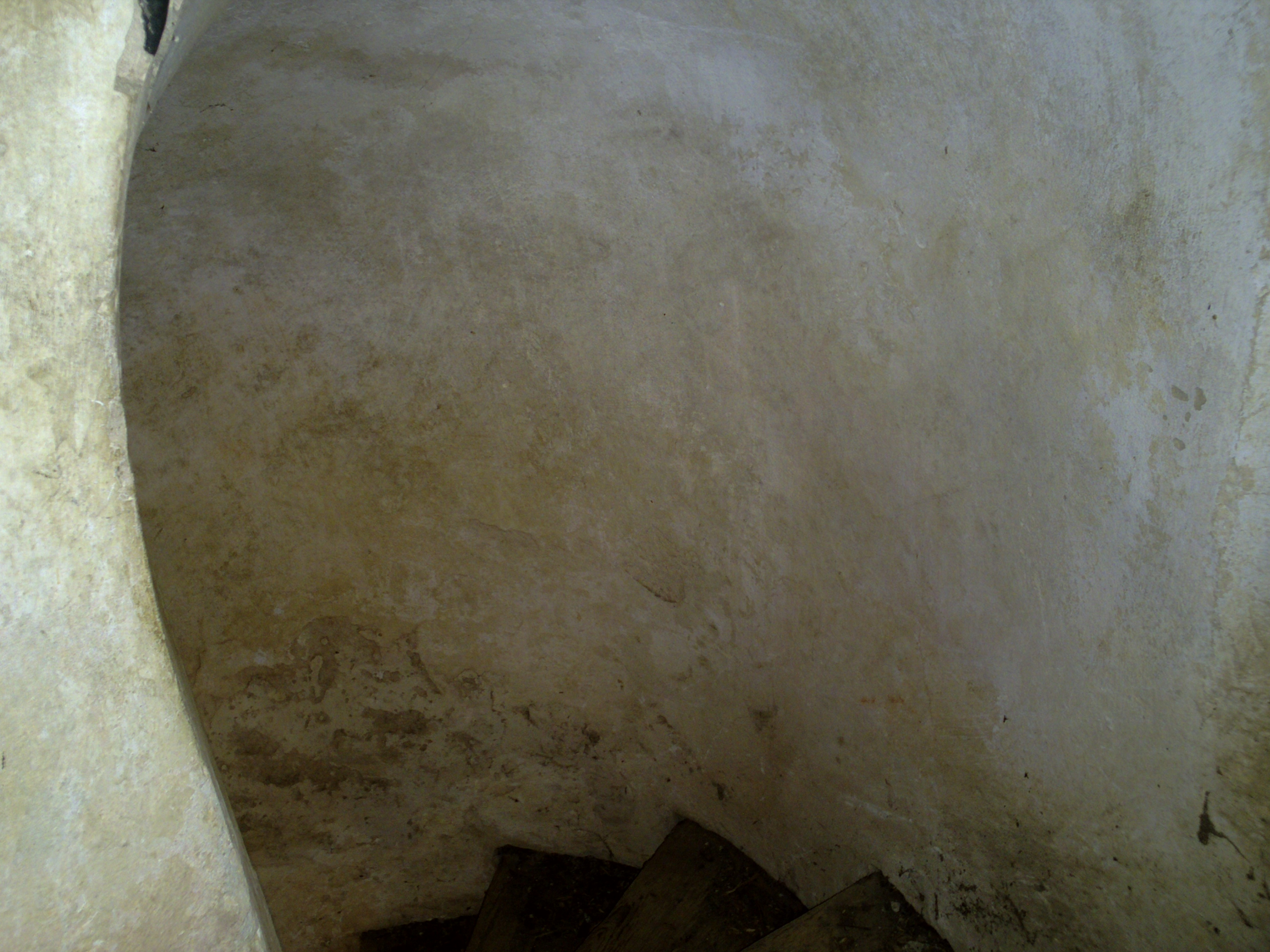
Treptele ce coboară din turn
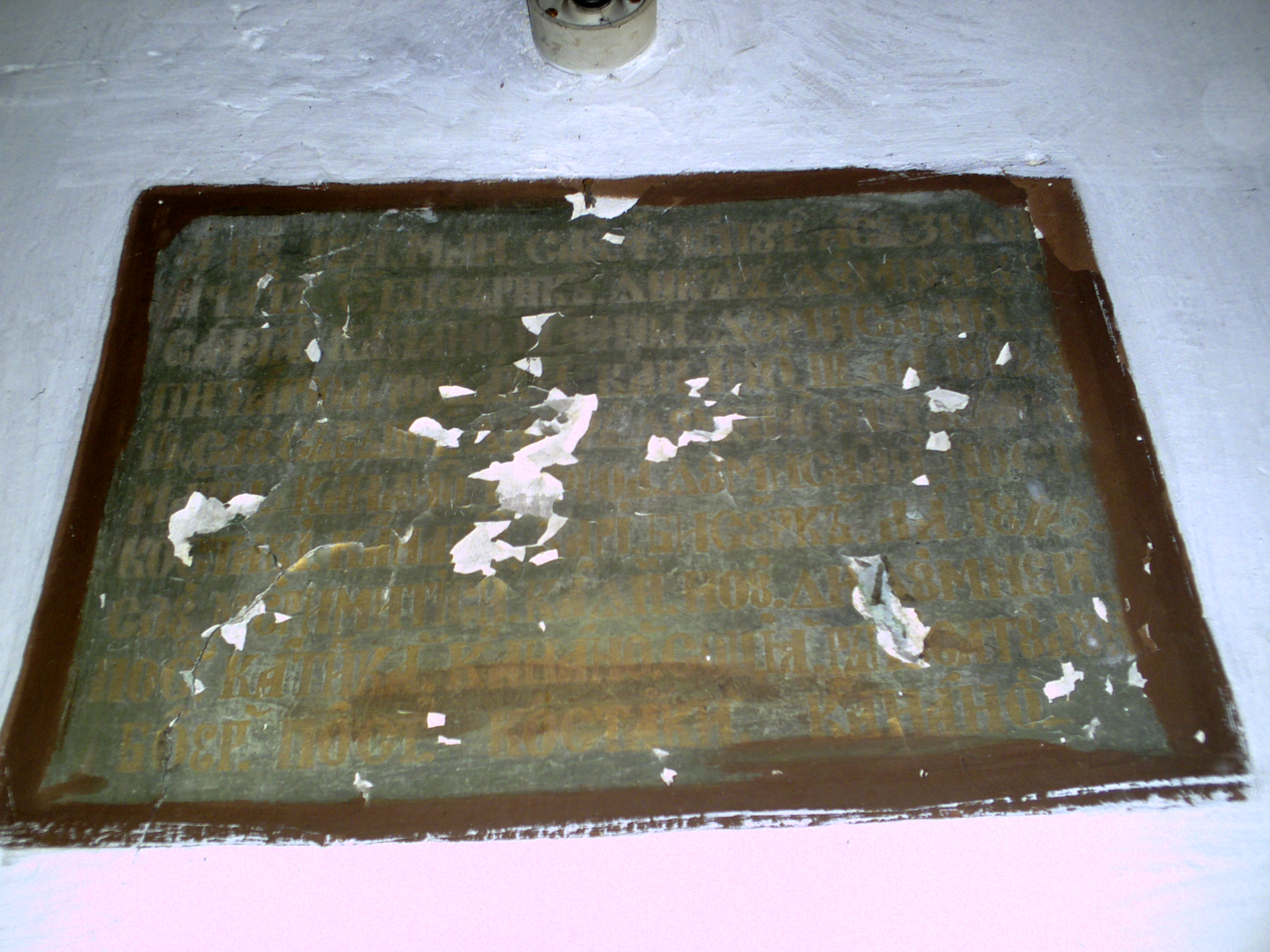
Pisania
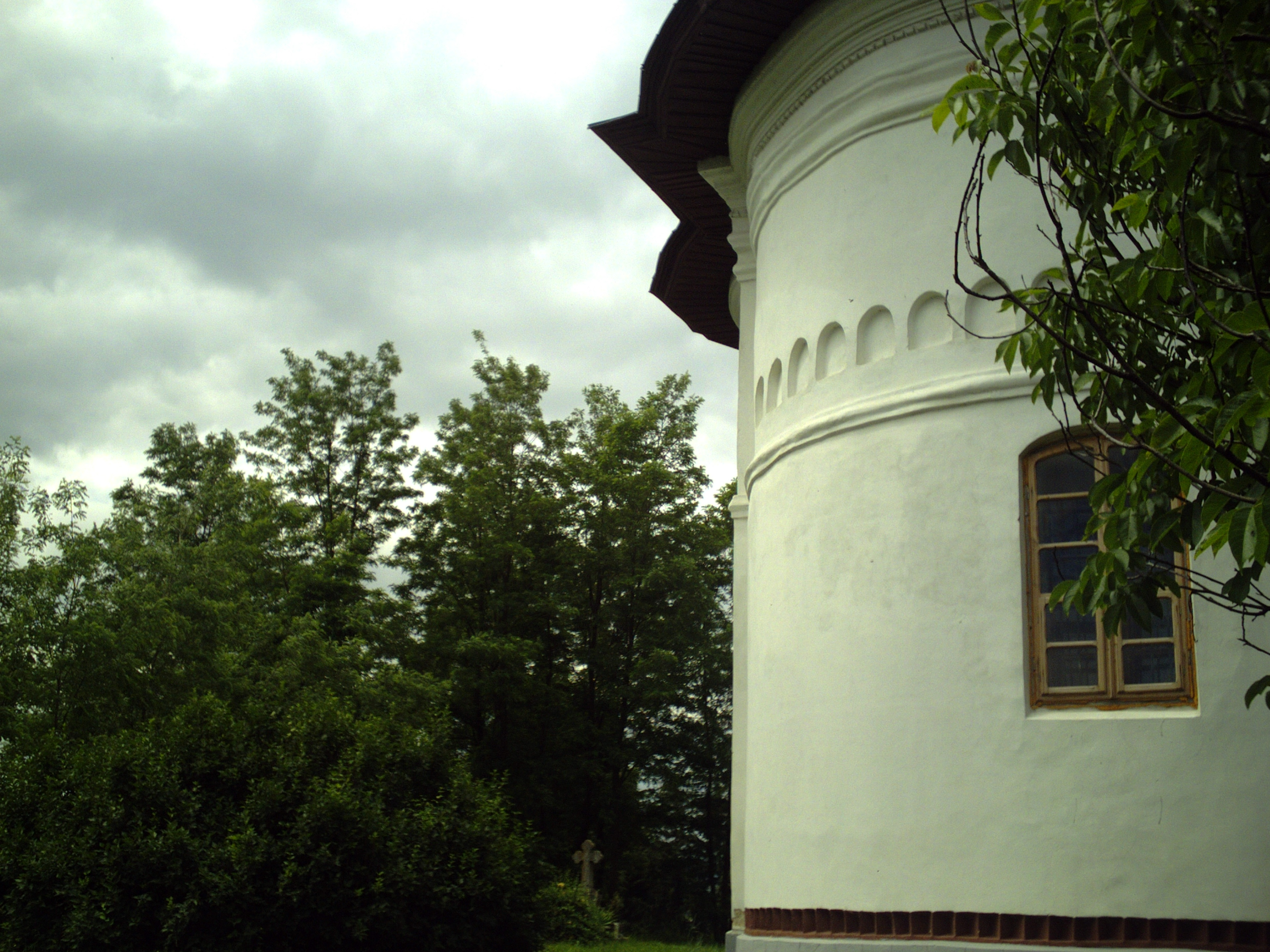
Absida altarului
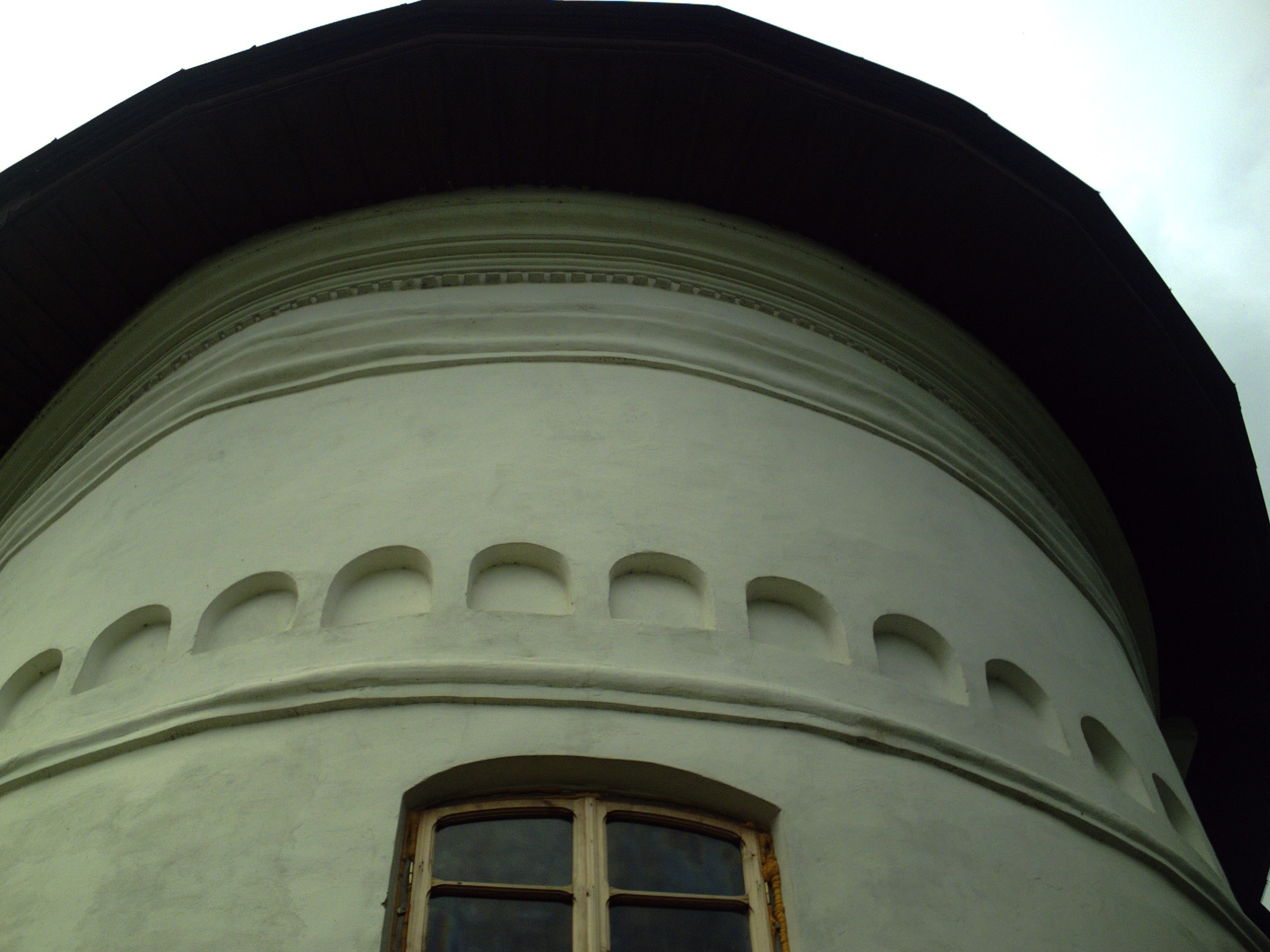
Absida altarului

## Legături externe
- Biserica Adormirea Maicii Domnului Arhivat în 31 iulie 2017, la Wayback Machine. pe site-ul comunei Fântânele
- Biserica Adormirea Maicii Domnului din Fântânele pe Biserici.org